# 1990 في كوستاريكا
فيما يلي قوائم الأحداث التي وقعت خلال عام 1990 في كوستاريكا.

## سياسة

### تعيين في المنصب
- 8 مايو – رافاييل أنخيل كالديرون فورنييه رئيس كوستاريكا.

## مواليد

### فبراير
- 18 فبراير – براين أوفييدو لاعب كرة قدم كوستاريكي.[1]

### مارس
- 5 مارس – ماركو أورينا لاعب كرة قدم كوستاريكي.

### أبريل
- 19 أبريل – روي سميث لاعب كرة قدم كوستاريكي.[2]

### سبتمبر
- 20 سبتمبر – ايلون فرانسيس لاعب كرة قدم كوستاريكي.[3]

## وفيات

### يونيو
- 8 يونيو – خوسيه فيغيريس فيرير (مواليد 1906)[4]